# 25093 Andmikhaylov
25093 Andmikhaylov (tên chỉ định: 1998 RO45) là một tiểu hành tinh vành đai chính. Nó được phát hiện bởi dự án Nghiên cứu tiểu hành tinh gần Trái Đất Lincoln ở Socorro, New Mexico ngày 14 tháng 9 năm 1998. Nó được đặt theo tên Andrey A. Mikhaylov, who won first place ở the 2008 Giải thưởng Khoa học và Kỹ thuật Intel.